# 대한민국-부탄 관계
대한민국-부탄 관계는 대한민국과 부탄의 외교에 관한 내용을 다룬다.

## 상세
두 나라는 1987년에 수교하였으며, 조선민주주의인민공화국과 수교하지 않은 대한민국 단독 수교국이다. 대한민국은 대외원조를 부탄에게 제공하였으며, 기술연수생을 대한민국에 초청하고, 전문가를 부탄에 보내며 협력한다. 2017년을 기점으로 양국은 수교 30주년을 기념하였다.

## 같이 보기
- 대한민국의 대외 관계
- 부탄의 대외 관계